# كلايف داي
كلايف داي (بالإنجليزية: Clive Day)‏ هو مؤرخ واقتصادي أمريكي، ولد في 11 فبراير 1871، وتوفي في 27 يوليو 1951.